# Stadio Via del Mare
Stadio Via del Mare (od 2002 r. również Stadio Ettore Giardiniero) – stadion piłkarski w Lecce, oficjalnie otwarty 2 października 1966. Domowy obiekt US Lecce. Pojemność jego trybun wynosi obecnie 31 461 miejsc, zaś wcześniej maksymalnie 40 670 miejsc.

## Mecze reprezentacji Włoch
- Włochy – Norwegia 1:2 (25 września 1985, towarzyski)
- Włochy – Belgia 1:3 (13 listopada 1999, towarzyski)
- Włochy – Mołdawia 2:1 (12 września 2005, eliminacje do MŚ 2006)